# Campeonato Potiguar de Futebol Feminino de 2024
O Campeonato Potiguar de Futebol Feminino de 2024 foi a 16ª edição deste campeonato de futebol feminino organizado pela Federação Norte-rio-grandense de Futebol (FNF), o torneio teve início em 9 de novembro e terminou em 21 de dezembro. A competição manteve o mesmo regulamento de 2023.
A equipe campeã desta edição foi o União, da cidade de Extremoz, que conquistou o seu sexto título estadual vencendo o Potyguar Seridoense na final.

## Regulamento
O campeonato foi dividido em duas etapas: A primeira foi a fase classificatória, onde ocorreram cinco rodadas onde todos os times se enfrentaram em apenas jogos de ida, e as quatro melhores equipes avançaram para a etapa final. A segunda etapa foi no formato mata-mata, onde o 1° colocado enfrentou o 4° e o 2° colocado enfrentou o 3°, e os vencedores de cada semifinal avançou para a final, e em caso de empate ocorreria uma disputa de pênaltis.
Todas as partidas ocorreram no estádio Juvenal Lamartine. Onde, assim como na edição de 2023, a presença de público não foi permitida. E todas as partidas tiveram a duração de 80 minutos, sendo divididos em dois tempos de 40 minutos cada.

### Critérios de desempate
Em caso de empate em pontos ganhos entre dois ou mais clubes, o desempate seria definido observando-se os critérios abaixo:
1. Maior número de vitórias;
2. Confronto direto (válido somente para o caso de empate entre duas equipes);
3. Maior saldo de gols;
4. Maior número de gols marcados;
5. Menor número de cartões vermelhos recebidos;
6. Menor número de cartões amarelos recebidos;
7. Sorteio público na sede da Federação Norte-rio-grandense de Futebol (FNF).

## Participantes
Inicialmente, no início de setembro de 2024, doze equipes demonstraram interesse em participar do estadual ao enviar representantes para uma primeira reunião. Apesar desse interesse inicial, apenas seis dessas equipes confirmaram sua participação no torneio: Estrela Potiguar, Monamy, Potyguar Seridoense, União, América-RN e Univap. Desses nomes, apenas América e Univap não participaram do estadual em 2023. ABC e Potiguar de Mossoró, times que estavam presente na edição do ano anterior, enviaram representantes para a primeira reunião mas optaram por não participar em 2024.
Entretanto, no dia 25 de outubro, foi divulgado pela FNF que o América estaria desistindo de sua vaga, e que o Alecrim estaria ocupando esta vaga.  Portanto, ao final de todos os trâmites, estas foram as seis equipes que disputaram do estadual:
| Equipe | Cidade        | 2023             | Títulos            |
| --- | ------------- | ---------------- | ------------------ |
| Sociedade Esportiva União | Extremoz      | 1° lugar         | 5 (último em 2023) |
| Alecrim Futebol Clube | Natal         | 2° lugar         | 0 (não possui)     |
| Associação Cultural e Desportiva Potyguar Seridoense                                                                                      | Currais Novos | 4° lugar         | 0 (não possui)     |
| Monamy Futebol Clube | Natal         | 5° lugar         | 1 (último em 2013) |
| Sport Clube Parnamirim Estrela Potiguar                                                                                                   | Parnamirim    | (não participou) | 1 (último em 2008) |
| Univap Apodi Futebol Clube | Apodi         | (não participou) | 0 (não possui)     |
| Univap Apodi Potyguar Seridoense União Estrela Potiguar Alecrim MonamyLocalização das equipes participantes do Potiguar Feminino de 2024. |               |                  |                    |

## Transmissão televisiva
Todas as partidas do campeonato foram transmitidas ao vivo na TV FNF, canal da Federação Norte-rio-grandense de Futebol no YouTube.

## Primeira fase

### Classificação
Fonte: 
|  | Equipes classificadas para a fase final |
|  | Equipes eliminadas na primeira fase     |

| Pos. | Equipes             | P  | Jogos | Jogos | Jogos | Jogos | Gols | Gols | Gols | Cartões                       | Cartões | %    |
| Pos. | Equipes             | P  | J     | V     | E     | D     | GP   | GC   | SG   | Penalizado com cartão amarelo | Expulso | %    |
| ---- | ------------------- | -- | ----- | ----- | ----- | ----- | ---- | ---- | ---- | ----------------------------- | ------- | ---- |
| 1    | União               | 13 | 5     | 4     | 1     | 0     | 35   | 1    | +34  | 8                             | 0       | 86.7 |
| 2    | Potyguar Seridoense | 13 | 5     | 4     | 1     | 0     | 21   | 4    | 17   | 7                             | 0       | 86.7 |
| 3    | Estrela Potiguar    | 9  | 5     | 3     | 0     | 2     | 22   | 6    | 16   | 8                             | 0       | 60   |
| 4    | Alecrim             | 4  | 5     | 1     | 1     | 3     | 2    | 22   | -20  | 3                             | 0       | 26.7 |
| 5    | UNIVAP Apodi        | 4  | 5     | 1     | 1     | 3     | 3    | 29   | -26  | 7                             | 0       | 26.7 |
| 6    | Monamy              | 0  | 5     | 0     | 0     | 5     | 3    | 24   | -21  | 5                             | 1       | 0    |

### Partidas

#### Primeira rodada
| 9 de novembro Jogo 1 | Alecrim | 0 – 6        | Estrela Potiguar                                             | Natal                                                                     |  |
| 08:00                |         | Súmula (FNF) | - Letícia 3' - Fafa 40', 42', 43', 74' - Yasmin Kayllany 64' | Estádio: Estádio Juvenal Lamartine Árbitro: RN Romullo Bruno Campos Alves |  |

| 9 de novembro Jogo 2 | Monamy                  | 1 – 4        | Potyguar Seridoense                           | Natal                                                                    |  |
| 10:00                | - Raissa Virginia 80+3' | Súmula (FNF) | - Erineide 46', 59', 72' - Maria 80+1' (g.c.) | Estádio: Estádio Juvenal Lamartine Árbitro: RN José Alexandre Silva Neto |  |

| 9 de novembro Jogo 3 | União | 18 – 0       | UNIVAP Apodi | Natal                                                                           |  |
| 15:00                | - Jessica 8', 74' - Sorriso 11', 19', 25', 40+1', 65' - Magna 14', 47' - Dayane 29', 31' - Mirla 35', 40+3', 50' - Gabi 38' - Maria Eduarda 42', 49' - Malu 63' | Súmula (FNF) |              | Estádio: Estádio Juvenal Lamartine Árbitro: RN Mariana Regina de Paiva Oliveira |  |

#### Segunda rodada
| 17 de novembro Jogo 4 | Estrela Potiguar                                                         | 8 – 2        | Monamy                                   | Natal                                                                 |  |
| 08:00                 | - Freitas 4' - Fafa 21', 31', 37', 45' - Demilly 28', 15' - Kethllen 58' | Súmula (FNF) | - Raissa Virginia 34' - Milena Kelly 66' | Estádio: Estádio Juvenal Lamartine Árbitro: RN Maxmyliel Pedro Freire |  |

| 17 de novembro Jogo 5 | Alecrim | 0 – 5        | União                                                         | Natal                                                                  |  |
| 10:00 |         | Súmula (FNF) | - Maria Eduarda 5' - Mirla 12', 26' - Sorriso 18' - Lissa 31' | Estádio: Estádio Juvenal Lamartine Árbitro: RN Joao Paulo Jales Dantas |  |
| Nota: Esta partida foi encerrada aos 36 minutos do 1° tempo, por número insuficiente de jogadoras por parte da equipe do Alecrim. Este termino ocorreu após uma atleta sair para atendimento médico e não consegui retornar, deixando a equipe com menos de sete jogadoras. |         |              |                                                               |                                                                        |  |

| 17 de novembro Jogo 6 | Potyguar Seridoense              | 3 – 1        | UNIVAP Apodi        | Natal                                                                    |  |
| 15:00                 | - Gisele 37', 39' - Erineide 60' | Súmula (FNF) | - Maria Vitoria 43' | Estádio: Estádio Juvenal Lamartine Árbitro: RN Bruno Luiz da Silva Gomes |  |

#### Terceira rodada
| 24 de novembro Jogo 7 | Estrela Potiguar | 1 – 3        | Potyguar Seridoense              | Natal                                                                              |  |
| 08:00                 | - Fafa 75'       | Súmula (FNF) | - Denize 34', 40' - Tamara 80+6' | Estádio: Estádio Juvenal Lamartine Árbitro: RN Daniel de Medeiros Segundo Calazans |  |

| 24 de novembro Jogo 8 | União | 10 – 0       | Monamy | Natal                                                                     |  |
| 10:00                 | - Mirla 3' - Sorriso 10', 11' - Ramires 14', 21' - Jessica 40+1' - Magna 44', 54' - Samila 60' - Malu 73' | Súmula (FNF) |        | Estádio: Estádio Juvenal Lamartine Árbitro: RN Francisco de Lima Oliveira |  |

| 24 de novembro Jogo 9 | UNIVAP Apodi     | 1 – 1        | Alecrim      | Natal                                                                  |  |
| 15:00                 | - Vanderleia 63' | Súmula (FNF) | - Cleide 30' | Estádio: Estádio Juvenal Lamartine Árbitro: RN Carlos Alberto de Berto |  |

#### Quarta rodada
| 1 de dezembro Jogo 10 | UNIVAP Apodi | 0 – 7        | Estrela Potiguar                                                                     | Natal                                                                                  |  |
| 08:00                 |              | Súmula (FNF) | - Josiane Santos 18' - Moretti 30', 40+1', 53' - Flaviane 51' (g.c.) - Fafa 60', 70' | Estádio: Estádio Juvenal Lamartine Árbitro: RN Diego Leonardo de Lima Santana Coutinho |  |

| 1 de dezembro Jogo 11 | Potyguar Seridoense | 1 – 1        | União         | Natal                                                                  |  |
| 10:00                 | - Mataraca 65'      | Súmula (FNF) | - Jessica 12' | Estádio: Estádio Juvenal Lamartine Árbitro: RN Leandro de Sales Barchz |  |

| 1 de dezembro Jogo 12 | Monamy | 0 – 1        | Alecrim        | Natal                                                                    |  |
| 15:00                 |        | Súmula (FNF) | - Isabelly 60' | Estádio: Estádio Juvenal Lamartine Árbitro: RN Bruno Luiz da Silva Gomes |  |

#### Quinta rodada
| 8 de dezembro Jogo 13 | Monamy | 0 – 1        | UNIVAP Apodi        | Natal                                                                 |  |
| 08:00                 |        | Súmula (FNF) | - Maria Vitoria 55' | Estádio: Estádio Juvenal Lamartine Árbitro: RN Maxmyliel Pedro Freire |  |

| 8 de dezembro Jogo 14 | Estrela Potiguar | 0 – 1        | União     | Natal                                                                |  |
| 10:00                 |                  | Súmula (FNF) | - Val 69' | Estádio: Estádio Juvenal Lamartine Árbitro: RN Mateus de Lima Dantas |  |

| 8 de dezembro Jogo 15 | Alecrim | 0 – 10       | Potyguar Seridoense                                                  | Natal                                                                                  |  |
| 15:00                 |         | Súmula (FNF) | - Raiza 11', 47', 49', 62' - Denize 34' - Lu 36', 51', 53', 72', 75' | Estádio: Estádio Juvenal Lamartine Árbitro: RN Diego Leonardo de Lima Santana Coutinho |  |

## Fase final
Em negritos estão os times classificados, e em itálico está o time campeão.
|  | Semifinais 14 de dezembro | Semifinais 14 de dezembro | Semifinais 14 de dezembro |                     |       | Final 21 de dezembro | Final 21 de dezembro | Final 21 de dezembro |  |
|  |                           |                           |                           |                     |       |                      |                      |                      |  |
|  | 1                         | União                     | 1                         |                     |       |                      |                      |                      |  |
|  | 1                         | União                     | 1                         |                     |       |                      |                      |                      |  |
|  | 4                         | Alecrim                   | 0                         |                     |       |                      |                      |                      |  |
|  | 4                         | Alecrim                   | 0                         |                     | União | União                | 2                    |                      |  |
|  |                           |                           |                           |                     | União | União                | 2                    |                      |  |
|  |                           |                           | Potyguar Seridoense       | Potyguar Seridoense | 0     |                      |                      |                      |  |
|  | 2                         | Potyguar Seridoense       | Potyguar Seridoense       | Potyguar Seridoense | 0     | 2                    |                      |                      |  |
|  | 2                         | Potyguar Seridoense       |                           |                     |       |                      |                      |                      |  |
|  | 3                         | Estrela Potiguar          | 1                         |                     |       |                      |                      |                      |  |

### Semifinal
| 14 de dezembro Jogo 16 | Potyguar Seridoense | 2 – 1        | Estrela Potiguar | Natal                                                                   |  |
| 08:00                  | - Tamara 68', 76'   | Súmula (FNF) | - Iwlly 70'      | Estádio: Estádio Juvenal Lamartine Árbitro: RN Alciney Santos de Araujo |  |

| 14 de dezembro Jogo 17 | União         | 1 – 0        | Alecrim | Natal                                                                                  |  |
| 15:00                  | - Jessica 67' | Súmula (FNF) |         | Estádio: Estádio Juvenal Lamartine Árbitro: RN Diego Leonardo de Lima Santana Coutinho |  |

### Final
A final do estadual aconteceu no dia 21 de dezembro. Assim como todas as partidas do campeonato, a final também foi disputada no estádio Juvenal Lamartine sem a presença de público. O União de Extremoz venceu o Potyguar Seridoense e conquistou o Hexa-campeonato potiguar, com gols de Emily Sorriso, de penalti, e de Jéssica Beiral, sendo ambos marcados no segundo tempo.
Após o jogo, diversas premiações foram entregues: Emily Sorriso foi eleita a melhor jogadora do campeonato, enquanto Sabrina recebeu o prêmio a melhor goleira e Walessa Silva a de melhor treinadora. E a artilharia da competição foi Fafá, do Estrela Potiguar, com 11 gols.
O união, além de uma premiação no valor de dez mil reais, garantiu vaga no Campeonato Brasileiro A3 em 2025.
| 21 de dezembro Jogo 18                              | União                       | 2 – 0        | Potyguar Seridoense | Natal                                                                            |  |
| 09:00                                               | - Sorriso 47' - Jessica 57' | Súmula (FNF) |                     | Estádio: Estádio Juvenal Lamartine Árbitro: RN Jose Magno Teixeira do Nascimento |  |
| Ver também: Campeonato Potiguar de Futebol Feminino |                             |              |                     |                                                                                  |  |

## Premiação
| Campeonato Potiguar de Futebol Feminino de 2024 |
| Extremoz                                        |
| ----------------------------------------------- |
| UNIÃO Campeão (6.º título)                      |

## Estatísticas

### Artilharia
| Gols | Jogadora        | Equipe              |
| ---- | --------------- | ------------------- |
| 11   | Fafá            | Estrela Potiguar    |
| 9    | Sorriso         | União               |
| 6    | Mirla           | União               |
| 5    | Lu              | Potyguar Seridoense |
| 4    | Erineide        | Potyguar Seridoense |
| 4    | Magna           | União               |
| 4    | Jessica         | União               |
| 4    | Raiza           | Potyguar Seridoense |
| 3    | Maria Eduarda   | União               |
| 3    | Moretti         | Estrela Potiguar    |
| 3    | Denize          | Estrela Potiguar    |
| 3    | Tamara          | Potyguar Seridoense |
| 2    | 8 futebolistas  | —                   |
| 1    | 15 futebolistas | —                   |

### Hat-tricks
| Jogadora | Gols            | Clube               | Placar | Adversário   | Data          | Ref.   |
| -------- | --------------- | ------------------- | ------ | ------------ | ------------- | ------ |
| Erineide | 46', 59', 72'   | Potyguar Seridoense | 1 – 4  | Monamy       | 9 de novembro | [ 10 ] |
| Mirla    | 35', 40+3', 50' | União               | 18 – 0 | UNIVAP Apodi | 9 de novembro | [ 11 ] |
| Moretti  | 30', 40+1', 53' | Estrela Potiguar    | 7 – 0  | UNIVAP Apodi | 1 de dezembro | [ 12 ] |

### Poker-tricks
| Jogadora | Gols               | Clube               | Placar | Adversário | Data           | Ref.   |
| -------- | ------------------ | ------------------- | ------ | ---------- | -------------- | ------ |
| Fafa     | 40', 42', 43', 74' | Estrela Potiguar    | 6 – 0  | Alecrim    | 9 de novembro  | [ 13 ] |
| Fafa     | 21', 31', 37', 45' | Estrela Potiguar    | 8 – 2  | Monamy     | 17 de novembro | [ 14 ] |
| Raiza    | 11', 47', 49', 62' | Potyguar Seridoense | 10 – 0 | Alecrim    | 8 de dezembro  | [ 15 ] |

### Manitas
| Jogadora | Gols                      | Clube               | Placar | Adversário   | Data          | Ref.   |
| -------- | ------------------------- | ------------------- | ------ | ------------ | ------------- | ------ |
| Sorriso  | 11', 19', 25', 40+1', 65' | União               | 18 – 0 | UNIVAP Apodi | 9 de novembro | [ 11 ] |
| Lu       | 36', 51', 53', 72', 75'   | Potyguar Seridoense | 10 – 0 | Alecrim      | 8 de dezembro | [ 15 ] |